# 平澤興
平澤 興（ひらさわ こう、1900年（明治33年）10月5日 - 1989年（平成元年）6月17日）は、日本の医学者。新潟県出身。専門は脳神経解剖学。京都大学教授、京都大学第16代総長などを務めた。

## 経歴
1900年（明治33年）新潟県西蒲原郡七穂村（のち味方村、現新潟市南区）に生まれる。幼時より医師になることを志し、地元の小学校を卒業した後父の居た京都に出て中学時代を過ごす。金沢の第四高等学校（金沢大学の前身）、京都帝国大学医学部を経て、1924年（大正13年）京都帝国大学医学部解剖学教室の助手となる。翌年同学部助教授。1926年（大正15年）新潟医科大学（新潟大学医学部の前身）助教授。1928年（昭和3年）より文部省の海外留学生としてスイス・ドイツ等に留学の後、1930年（昭和5年）同大学教授となる。翌年、日本人腕神経叢の研究により医学博士号を得る。1946年（昭和21年）京都帝国大学教授。京大において、1948年（昭和23年）から附属医学専門部長、1949年（昭和24年）から教養部長、1956年（昭和31年）より医学部長など役職を歴任、1957年（昭和32年）からは京都大学総長を2期6年間務める。1963年（昭和38年）京都大学総長を退官し同大学名誉教授。その後も京都市民病院院長、京都芸術短期大学学長など数多くの公職を歴任した1989年6月17日、心不全のため京都市内で死去。
神経系、特に中枢神経系に関する研究に従事。
専門の解剖学に関わる著書・論文の他にも、一般向けの医学解説書や随筆なども多く執筆した。浄土真宗の篤い信徒であり、仏教系の出版社から刊行された随想集なども多い。
出身地である旧味方村から名誉村民の称号が贈られている。現在新潟市南区味方には同じく名誉村民の曽我量深と平澤興を顕彰する「曽我・平澤記念館」が建てられている。

## 主な著書
- 『平澤興博士論文集』（1981、新学社）
- 『医学の足跡』（1987、誠文堂新光社）
- 『さあ、がんばろう』(1988、法蔵館)
- 『生きよう今日も喜んで—平沢興語録』（1995、致知出版社）
- 『人間 その無限の可能性(上・下)』（2003復刊、新潟日報事業社）
- 『人生を豊かにする言葉』(2010、新潟日報事業社)
- 『山はむらさき』（2010新装版、新潟日報事業社）

## 受賞歴
- 1951年 日本学士院賞（錐体外路系の研究により）[2]
- 1956年 武田医学賞（錐体外路系の研究により）[3]
- 1970年 勲一等瑞宝章